# Phoebe Tonkin
Phoebe Jane Elizabeth Tonkin (Sydney, 12 juli 1989) is een Australisch actrice en model best bekend van haar rol als Cleo in de jeugdserie H2O: Just Add Water en haar rol als Hayley Marshall in de horror/fantasy-serie "The Originals".

## Biografie
Tonkin begon op haar vierde met danslessen als klassiek ballet, tap, hiphop en hedendaagse dans. Ze volgde ook al op jonge leeftijd acteercursussen en nam op haar school, die bekendstaat om haar goede toneelafdeling, acteerlessen. Jaarlijks nam ze deel aan het Shakespeare-festival op school en in 2005 won ze met Midsummer Night's Dream de staatfinale.
Als zestienjarige werd Tonkin gecast voor haar eerste televisierol in de jeugdserie H2O: Just Add Water. Voor deze rol moest ze hard werken om haar zwemmen te verbeteren. In 2007 reikte ze samen met medehoofdrolspeelsters Claire Holt en Cariba Heine de prijs voor beste band uit op de Nickolodeon UK Kids Choice Awards. In 2008 werd ze voor haar werk in de tweede reeks van H2O genomineerd als beste hoofdactrice in een televisiedrama door het Australisch Filminstituut.
Gelanceerd door H2O verscheen Tonkin in de televisieserie Packed to the Rafters en de film Tomorrow, When the War Began. Ze zou ook een gastrol spelen in de Australische soapserie Home and Away.
Voorts verscheen Tonkin in verscheidene reclamespots en als model in verschillende catalogi en magazines.
In januari 2011 verhuisde Tonkin naar Los Angeles om een internationale carrière te beginnen. In maart 2011 werd ze uitgekozen voor de rol van Faye Chamberlain in de sciencefiction-/dramaserie The Secret Circle. De serie volgt een groep jonge heksen die deel uitmaken van een geheime coven. Tonkin kreeg positieve reacties op haar rol: er werd gezegd dat ze de nieuwe opkomende ster van de serie was. Ze stond op de lijst van "new faces to watch" van Variety en werd bij E! Online genoemd als opkomende ster van 2011. The Secret Circle kreeg echter maar één seizoen en werd stopgezet op 11 mei 2012.
In augustus 2010 kreeg Tonkin een rol in de 3D-horrorfilm Bait.
Hierna kreeg ze de rol van Hayley Marshall aangeboden in The Vampire Diaries. Ze verdwijnt uit deze serie wanneer ze zwanger is. Daarna komt ze terecht in de spin-off The Originals waar het allemaal om haar en Joseph Morgan's a.k.a. Niklaus Mikaelson's baby zal draaien.
Sinds september 2013 heeft ze een relatie met Paul Wesley. Ze ontmoette hem op de set van The Vampire Diaries in 2012. Ze gingen uit elkaar in 2017. Tonkin had van 2006 tot 2008 ook een relatie met Tom Felton.